# Myslivna Jägerhaus
Raně barokní stavba myslivny zvané Jägerhaus z doby okolo roku 1650 se nalézá v Komenského ulici ve městě Chlumec nad Cidlinou v okrese Hradec Králové. Myslivna je příkladem jednoho z mála dochovaných panských domů z tohoto období s neporušenou vnitřní disposicí. Budova myslivny je chráněna jako kulturní památka ČR. Národní památkový ústav tuto budovu uvádí v katalogu památek pod rejstříkovým číslem ÚSKP 3068/6-625.

## Popis
Myslivna Jagerhaus je volně stojící dvoukřídlá jednopatrová, zčásti podsklepená omítaná budova s valbovou střechou krytou taškami. 
Vstupní jižní průčelí je osmiosé, sokl hrubě ohozený, hlavní římsa profilovaná, osy tvořeny okny se šambránami rámovanými lištou, s ušima i na dolních rozích, v 5. ose je půlkruhově zaklenutý portál průjezdu, s hladkým kamenným ostěním s patními rameny, náběžními římskami a hlavním klenákem. Nad ním je umístěna litinová kartuše s rostlinným motivem, na níž je oválný štít se znakem Kinských.
Východní průčelí je dvouosé, podstřešní římsa zjednodušena, v přízemí okna s hladkými malovanými šambránami, v patře v šambránách s lištou a ušima. 
Na západním křídle v přízemí novodobé dveře, v patře dvoudílné okno s hladkou šambránou. 
Severní průčelí je v levé části dvouosé, s pavlačí s dřevěným zábradlím s prokrajovanými výřezy v 1. patře.